# Transport d'oxigen
L'evolució dels organismes pluricel·lulars amb metabolisme aeròbic (metabolisme depenent d'oxigen) ha fet necessari el desenvolupament de sistemes eficients de transport d'oxigen. Els organismes superiors han desenvolupat un sistema per assegurar un aportament constant d'oxigen a les cèl·lules del tot el cos i una eliminació dels productes de desfet metabòlics com el diòxid de carboni. En organismes d'un gruix superior a un mil·límetre seria impossible duu a terme aquest transport per difusió passiva donada l'enorme lentitud del procés per recórrer les distàncies pròpies dels éssers pluricel·lulars i la baixa solubilitat de l'oxigen en aigua. Una solució evolutiva ha estat l'ús de proteïnes que interaccionen amb l'oxigen, fent possible el transport gasos i l'intercanvi a nivell pulmonar i tissular. Aquestes proteïnes són l'hemoglobina i la mioglobina.

## Hemoglobina

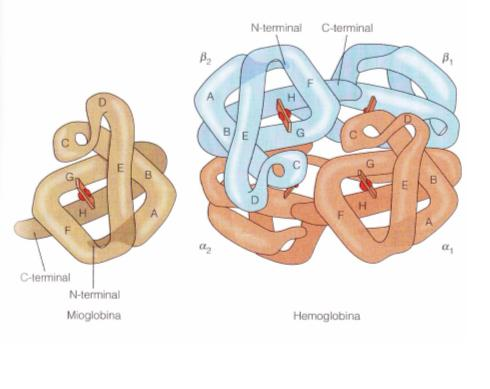
Comparació de l'hemoglobina amb la mioglobina

L'oxigen es transporta per la sang de dues maneres diferents: dissolt en el plasma i unit, de manera reversible, al grup hemo de l'hemoglobina. Més del 98% de l'oxigen és transportat pels eritròcits.
En els alvèols, on la pressió d'oxigen del plasma augmenta a mesura que l'oxigen es difon a la sang, l'hemoglobina capta oxigen. En canvi, en les cèl·lules té lloc l'efecte contrari: l'oxigen és utilitzat per les cèl·lules, disminuint la seva pressió i afavorint la cessió d'oxigen per part de l'hemoglobina. Per tant, la pressió d'oxigen determina en gran part el grau d'afinitat de l'hemoglobina per la molècula.
L'estructura molecular de l'hemoglobina fa que sigui una molt bona transportadora d'oxigen. L'hemoglobina és una proteïna de gran pes molecular, l'estructura quaternària de la qual està formada per quatre cadenes globulars, iguals dos a dos. Cada una de les subunitats conté un grup hemo, format per un component orgànic, conegut com a protoporfirina, i un ió de ferro (II) en el seu centre. És en aquest ió de ferro on s'uneix l'oxigen. Per tant, cada molècula d'hemoglobina és capaç de transportar simultàniament un màxim de 4 molècules d'oxigen.
La possibilitat que té l'hemoglobina d'unir-se a un nombre variable de molècules d'oxigen dona peu a definir el percentatge de saturació de l'hemoglobina. Aquesta variable fa referència als llocs d'unió disponibles que estan ocupats per l'oxigen en mitjana, i augmenta a mesura que la pressió d'oxigen es fa més gran. Si representem el percentatge de saturació en funció de la pressió, obtenim la corba de dissociació de l'oxigen de l'hemoglobina.
Un aspecte important del transport d'oxigen és la seva reversibilitat. El Fe{\displaystyle ^{2+}} s'uneix a l'oxigen de manera reversible, mentre que amb el Fe{\displaystyle ^{3+}} la unió és irreversible. Normalment, una molècula d'oxigen amb contacte amb l'ió Fe{\displaystyle ^{2+}} s'oxidaria a l'estat fèrric Fe{\displaystyle ^{3+}}. El grup hemo aïllar no protegeix al ferro, ja que l'hemo dissolt en dissolució és fàcilment oxidat per l'oxigen; però en l'entorn hidròfob protegit que proporciona l'interior de la molècula d'hemoglobina, el ferro no s'oxida amb facilitat. Quan l'oxigen és alliberat, el lloc d'unió es ocupat per una molècula d'aigua.

## Cooperativisme de l'hemoglobina
L'hemoglobina s'ha d'unir eficientment a l'oxigen en els pulmons, on la pressió d'oxigen és aproximadament de 13,3 kPa, i alliberar l'oxigen als teixits, on la seva pressió és d'uns 4 kPa. L'hemoglobina estaria poc preparada per aquesta funció si la seva afinitat per l'oxigen fos molt alta, ja que uniria eficientment l'oxigen als pulmons però no alliberaria gran part de la molècula als teixits. D'altra banda, si la proteïna unís oxigen amb una afinitat suficientment baixa per alliberar-lo en els teixits, no recolliria suficient oxigen als pulmons. L'hemoglobina resol aquest problema mitjançant una transició d'un estat de baixa afinitat a un estat d'alta afinitat.

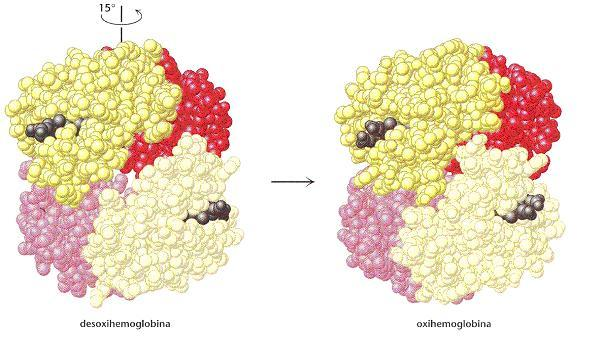
Canvi conformacional de l'hemoglobina al oxidar-se

La unió cooperativa de l'oxigen per l'hemoglobina requereix que la unió de l'oxigen a un centre de l'hemoglobina modifiqui les propietats d'unió dels tres centres restants. A l'unir-se a l'oxigen, l'hemoglobina experimenta canvis importants en la seva estructura quaternària: les dues subunitats α{\displaystyle _{1}}β{\displaystyle _{1}} i α{\displaystyle _{2}}β{\displaystyle _{2}} giren 15° fent que hi hagi major llibertat de moviment respecte a l'estat desoxigenat. Es denomina estat T (estat tens) a l'estructura quaternària de la desoxihemoglobina, donades les fortes interaccions entre subunitats. En canvi, l'estructura quaternària de la forma oxigenada rep el nom d'estat R (estat relaxat). És important destacar que en l'estat R, l'estat d'alta afinitat, els centres d'unió per l'oxigen estan lliures de tensió i poden unir oxígens amb major afinitat que els centres en estat T, estat de baixa afinitat.
Podem concloure que la unió de l'oxigen a un centre incrementa l'afinitat d'unió a l'oxigen als altres centres: la unió de la primera molècula d'oxigen facilita l'associació d'una altra molècula d'oxigen a la segona subunitat, i aquesta facilita la unió de la tercera, etc. Aquest procés es coneix com a cooperativisme.
S'observa que la corba de dissociació de l'oxigen de l'hemoglobina segueix una forma sigmoidea, indicativa de l'efecte cooperatiu. L'augment de pendent ens mostra l'efecte de cooperativisme, de manera que la quarta molècula d'oxigen s'uneix amb una afinitat 100 vegades superior a la primera.

## 2-3, Bifosfoglicerat
A més a més de la cooperativitat de la seva unió a l'oxigen, l'hemoglobina està subjecta a una regulació al·lostèrica addicional que serveix per disminuir la seva afinitat per l'oxigen. En principi, aquest propòsit pot semblar una paradoxa. Això no obstant, representa un mecanisme necessari per habilitar per complet la funció de transport de l'oxigen.
Un dels principals efectors homotròpics de l'hemoglobina és el 2,3-bifosfoglicerat, que es genera com a producte col·lateral de la glucosa. El BPG està present en concentracions relativament altes als eritròcits. Quan s'aïlla, l'hemoglobina conté una quantitat significativa de BPG unida, l'eliminació completa de la qual resulta difícil. S'ha constatat que la presència de la BPG redueix de manera considerable l'afinitat de l'hemoglobina per l'oxigen; hi ha una relació inversa entre la unió d'oxigen i la unió de BPG. El BPG s'uneix a un lloc allunyat del lloc de fixació per l'oxigen i regula l'afinitat d'unió de l'hemoglobina per l'oxigen amb relació a la pressió d'oxigen als pulmons. El BPG té un paper important en l'adaptació fisiològica a la menor pressió d'oxigen disponible a grans altures. Per un ésser humà sa, que es passegi a nivell de mar, la unió d'oxigen a l'hemoglobina és regulada de manera que la quantitat d'oxigen alliberada als teixits equival aproximadament al 40% del màxim que podria ser transportat per la sang. Si imaginem que la mateixa persona es trasllada ràpidament a un lloc muntanyós a 4500 metres d'altitud, on la pressió de l'oxigen és considerablement menor, l'alliberació d'oxigen als teixits es veu reduïda. Això no obstant, després d'unes hores de permanència a gran altitud, la concentració de BPG en sang ha començat a augmentar, conduint a una disminució de l'afinitat de l'hemoglobina per l'oxigen. Aquest ajustament de nivell de BPG té un efecte petit sobre la unió d'oxigen en els pulmons, però afecta de manera important a l'alliberació d'oxigen als teixits. Com a resultat, l'alliberació d'oxigen en els teixits torna a ser quasi del 40% del que pot ser transportat per la sang. La situació s'inverteix quan la persona torna a nivell del mar.
El 2,3-bifosfoglicerat conté tres grups àcids i porta com a màxim 5 càrregues negatives. Aquesta molècula, d'elevada càrrega negativa, s'uneix iònicament al porus central ple d'aigua de l'hemoglobina, però només quan la proteïna es troba en la forma T. En la forma R del porus, degut a l'apropament de les subunitats beta, no queda espai pel BPG. Degut a la seva preferència d'unió a la forma T, en 2,3-BPG impedeix el canvi a la forma R, que presenta major afinitat per l'oxigen. Així, l'efector estabilitza la forma T amb una nova afinitat per l'oxigen. En conseqüència, en les mesures d'unió de l'oxigen, s'observa un desplaçament cap a la dreta de les corbes de dissociació en presència de la 2,3-BPG.
La regulació de la unió d'oxigen a l'hemoglobina pel BPG té un paper important en el desenvolupament fetal. L'hemoglobina fetal ha de tenir una major afinitat per l'oxigen que l'hemoglobina materna perquè el fetus ha d'extreure l'oxigen de la sang de la seva mare. El fetus sintetitza subunitats gamma en lloc de les beta. Aquesta hemoglobina té una afinitat pel BPG molt menor que la de l'hemoglobina adulta normal i conseqüentment una major afinitat per l'oxigen.

## Mioglobina

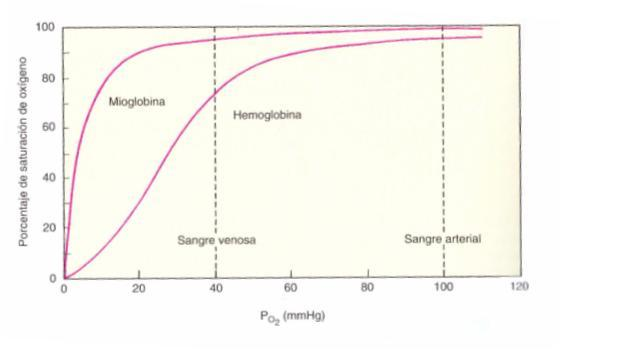
Corba de dissociació de l'oxigen sigmoidal de l'hemoglobina en comparació amb la corba hiperbòlica de la mioglobina

La mioglobina és un pigment vermell que existeix exclusivament en les cèl·lules musculars estriades. En particular, les fibres esquelètiques de contracció lenta i respiració aeròbica i les cèl·lules musculars cardíaques contenen grans quantitats de mioglobina, donat que en aquests teixits es necessita oxigen en gran quantitat i la mioglobina té la capacitat d'emmagatzemar-lo. La mioglobina és similar a l'hemoglobina però presenta només un grup hemo en lloc de quatre; motiu pel qual únicament pot combinar amb una molècula d'oxigen.
Consta d'un únic polipèptid de 153 aminoàcids, amb un grup hemo. És un exemple típic de la família de les proteïnes anomenades globines, que tenen estructures primàries i terciàries similars. El polipèptid està format per vuit segments α helicoïdals connectats per girs. Aproximadament un 78% dels residus dels aminoàcids es troben en les α hèlix.
La mioglobina té una afinitat per l'oxigen major que l'hemoglobina, per aquest motiu la seva corba de dissociació està més a l'esquerra que la corba de dissociació de l'oxihemoglobina. La forma de la corba de la mioglobina també és diferent de la corba de dissociació de l'oxihemoglobina: la corba de la mioglobina és rectangular, fet que indica que només s'allibera oxigen quan la pressió d'oxigen és molt baixa.
És particularment abundant en el múscul dels animals que es submergeixen, com les foques i les balenes, que han d'emmagatzemar suficient oxigen per estances prolongades sota l'aigua. L'elevada presència de l'hemoglobina en aquests animals s'explica per la seva funció. La mioglobina en el teixit muscular accepta oxigen de l'hemoglobina de la sang arterial circulant, i posteriorment ho cedeix als orgànuls de les cèl·lules que consumeixen oxigen (els mitocondris) segons les necessitats energètiques de la cèl·lula.

## Influència del pH i del CO2{\displaystyle _{2}}en el transport: efecte Bohr
Un pH més baix en els teixits, indicatiu d'una demanda d'oxigen, facilita la descàrrega d'oxigen. L'augment de la pressió del CO{\displaystyle _{2}} disminueix la saturació d'oxihemoglobina.

### Reacció de l'hidrogencarbonat
El transport de gasos en la sang inclou l'eliminació del diòxid de carboni de les cèl·lules igual que la cessió d'oxigen a elles, processos duts a terme per l'hemoglobina. El diòxid de carboni és més soluble en els líquids corporals que l'oxigen, però les cèl·lules produeixen molt més diòxid de carboni que el que pot dissoldre's al plasma. Només un 7% del CO{\displaystyle _{2}} transportat per la sang venosa ho fa dissolt en ella. El restant es difon dintre dels eritròcits, on el 70% es converteix en anió hidrogencarbonat, HCO₃-, i el 23% s'uneix a l'hemoglobina, de manera reversible, mitjançant un enllaç covalent (Hb-CO{\displaystyle _{2}}). La conversió de CO{\displaystyle _{2}} a {\displaystyle HCO_{3}^{-}}- té la funció principal d'actuar com a amortidor del pH (tampó) enfront dels àcids metabòlics, ajudant a estabilitzar la concentració de protons.
{\displaystyle CO_{2}+HO_{2}\leftrightharpoons H^{+}+HCO_{3}^{-}}
Aquesta reacció és catalitzada per anhidrasa carbònica (CA), un enzim particularment abundant als eritròcits. A més a més aquesta reacció té la finalitat de dissoldre el diòxid de carboni, que d'una altra formaria bombolles en els teixits i en la sang. L'hemoglobina transporta els protons que el tampó hidrogencarbonat no ha absorbit, evitant que la saturació del sistema amortidor. Aquests protons són finalment expulsats per mitjà de la respiració i de l'orina.

### Efecte Bohr
L'alliberació cooperativa de l'oxigen potencia l'aportació d'oxigen als teixits on fa falta. Aquesta capacitat s'incrementa per la facultat que té l'hemoglobina per respondre dintre del seu ambient fisiològic a altres senyals que indiquen la necessitat d'oxigen. Els teixits amb metabolisme ràpid tals com el múscul en contracció, generen grans quantitats d'hidrons (àcid làctic) i diòxid de carboni per tal que s'alliberi oxigen. Amb l'objectiu d'alliberar oxigen on és més necessari, l'hemoglobina ha evolucionat per alliberar oxigen més fàcilment en resposta a elevats nivells d'aquestes substàncies. Aquestes dues substàncies són efectors al·lostèrics de l'hemoglobina que s'uneixen al centre de la molècula diferents dels que s'uneix l'oxigen. A aquesta regulació se l'anomena efecte Bohr.
L'afinitat de l'hemoglobina per l'oxigen disminueix quan el pH descendeix del valor 7,4. Per aquest motiu, quan l'hemoglobina es desplaça a una zona de pH menor, augmenta la seva tendència a alliberar oxígens. Així, quan l'hemoglobina arriba als teixits, on el pH és de 7,2, l'alliberació d'oxigen arriba al 77% de la seva capacitat d'alliberació total. Si no es produís el canvi de pH, l'alliberació d'oxigen només dependria de la diferència de pressions parcials del gas i s'alliberaria un 66%.
Dins del transport gasos de l'hemoglobina, es pot distingir dos fases: un primer transport d'oxigen cap a la cèl·lula i un retorn de CO{\displaystyle _{2}} als alvèols. En la primera fase, el menor pH i el contingut elevat de diòxid de carboni afavoreix la forma desoxihemoglobina, facilitant l'alliberació d'oxigen i la unió de CO{\displaystyle _{2}}. El diòxid de carboni, tant en la forma hidrogencarbonat com al reaccionar amb l'hemoglobina, produeix l'alliberació de més protons, amb la qual cosa estimula amb major mesura l'alliberació d'oxigen i la unió de diòxid de carboni. Els protons alliberats pel metabolisme anaeròbic o obtinguts fruit del tampó hidrogencarbonat s'uneixen als grups amino lliures de les subunitats d'hemoglobina, com les cadenes laterals d'histidina carboxiterminals de les subunitats beta i els aminoterminals de les subunitats alfa, que en la conformació T estableixen enllaços iònics. Aquests tipus d'enllaços no es produeixen en la forma R degut a la seva diferent orientació espacial. Per tant, els protons estabilitzen l'estat T disminuint l'afinitat per l'oxigen i afavorint la seva descàrrega. A la segona fase, en els pulmons abunda l'oxigen. L'oxigenació afavoreix la conformació oxi de l'hemoglobina, que estimula l'alliberació de CO{\displaystyle _{2}}.
Per la seva multifuncionalitat, l'hemoglobina es diu que s'assembla a una navalla suïssa: transporta l'oxigen (essencial per la vida) des dels pulmons fins a les cèl·lules, i d'altra banda transporta el diòxid de carboni (producte de desfet). A més a més, participa en e tamponament del valor pH de la sang. Uns últims indicis senyalen la implicació de l'hemoglobina com a transportadora del monòxid de nitrogen biològicament actiu.
Un cas patològic d'aquest sistema és la hiperventilació. En aquest fenomen, s'observa una conseqüència de la falta d'alliberació d'oxigen estimulada per diòxid de carboni. Si una persona respira amb excessiva rapidesa, el diòxid de carboni s'elimina de manera eficaç des dels teixits, i per consegüent es veu dificultada l'alliberació d'oxigen cap a aquests. Aquesta situació produeix mareig i, en casos extrems, la pèrdua del coneixement. La hiperventilació pot corregir-se fàcilment respirant dintre d'una bossa de paper, la qual cosa fa que el diòxid expirat torni de nou a la sang.